# Sardes

Ubicación de Sardes en Anatolia.

Sardes (en turco: Sardis, —que se llamaba Sartmahmut antes de octubre de 2005—, en lidio: 𐤳𐤱𐤠𐤭𐤣 Sfard; en griego antiguo: Σάρδεις, romanizado: Sárdeis, en griego jónico: Σάρδιες, forma contraída Σάρδῑς Sardis; en persa antiguo: Sparda; en hebreo: ספרד‎, romanizado: Sfarad) fue una antigua ciudad de Asia Menor fundada por el rey lidio Giges (680-644 a. C.) como capital del antiguo reino de Lidia.  Se corresponde con la actual Sart, en la provincia turca de Manisa, en la ladera septentrional del monte Tmolo (actual Boz Dag), en el valle medio del río Pactolo (actual Gediz), que desemboca en el mar Egeo.
En 2025, Sardes fue declarada Patrimonio de la Humanidad por la UNESCO.

## Geografía
Sardes estaba situada en medio del valle del río Hermo, a unos 4 km al sur del río que llegaba al mar tras unos 100 km en los alrededores de Esmirna. Su ciudadela estaba construida sobre el monte Tmolo, un espolón escarpado y elevado, mientras que una ciudad más baja se extendía hasta la zona del arroyo Pactolo.
En la actualidad el emplazamiento se encuentra junto al actual pueblo de Sart, cerca de Salihli, en la provincia turca de Manisa, cerca de la autopista Ankara-İzmir y aproximadamente a 75 km de İzmir.

## Historia

Mapa de las revueltas de las ciudades jonias previas a las guerras médicas, de las que Sardes fue uno de los escenarios destacados.

Sardes estuvo ocupada durante al menos 3500 años. En ese tiempo, fluctuó entre una rica ciudad de importancia internacional y un conjunto de modestas aldeas.

### Historia, los textos
La primera mención escrita de la ciudad se encuentra en Los persas de Esquilo. La famosa Hidé de Homero (en griego antiguo: Ὕδη), citada en la Ilíada como capital de los meonienos, puede ser Sardes. La construcción de la ciudadela se atribuye al rey Mirso, de quien se dice que situó allí su palacio fuertemente fortificado y su tesoro. Al otro lado del Pactolo se encontraba la ciudad baja, que estaba menos protegida y fue atacada por los cimerios en el 652 a. C. Los lidios acuñaron la primera moneda en talleres (a partir del 560 a. C.)

### Antiguo asentamiento
Estuvo poblada antes del 1500 a. C. Sin embargo, se desconoce el tamaño y la naturaleza de los primeros asentamientos, ya que solo se han excavado pequeñas porciones extramuros de estas capas. Las pruebas de ocupación consisten principalmente en cerámica de la Edad del Bronce Final y de la Edad del Hierro Antigua que muestra afinidades con la Grecia micénica y el Imperio hitita. Hasta 2011 no se había encontrado arquitectura monumental antigua.
El yacimiento puede haber estado ocupado ya en el Neolítico, como demuestran los hallazgos dispersos de fragmentos de cerámica primitiva. Sin embargo, se hallaron fuera de contexto, por lo que no se pueden extraer conclusiones claras. A 11 km de distancia, a lo largo del lago Mármara, se hallaron cementerios de la Edad del Bronce, cerca de tumbas.
En la Edad del Bronce Final el yacimiento se encontraría en el territorio del País del río Seha, cuya capital se cree que estaba situada en la cercana Kaymakçı. Según los textos hititas, Seha formaba parte originalmente de Arzawa, un macro-reino que el rey hitita Mursili II derrotó y dividió. Después de esa época, Seha se convirtió en un estado vasallo de los hititas y sirvió de importante intermediario con los griegos micénicos. La relación entre los habitantes de Seha y los posteriores lidios no está clara, ya que existen pruebas tanto de continuidad cultural como de ruptura en la región.  El topónimo «Sardes» no aparecen en ningún texto hitita conocido.

### Período lidio

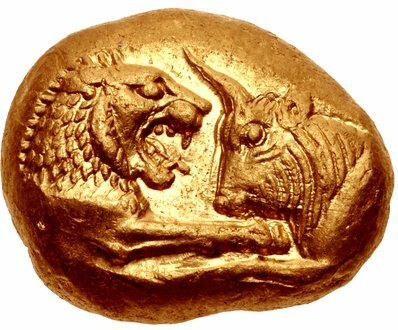
Esta moneda del refleja el interés de los habitantes de Sardes por la glíptica.

En el siglo VII a. C.  se convirtió en la capital de Lidia, cuando Giges destronó a Candaules, último rey de la dinastía mermnada (aprox. 685 a. C.). Desde allí, reyes como Creso gobernaron un imperio que llegaba hasta el río Halis en el este. La ciudad propiamente dicha abarcaba 108 hectáreas incluyendo zonas extramuros y estaba protegida por murallas de tres metros de grosor. La acrópolis estaba construida con terraza blanca de sillería para domar la irregularidad natural de la ladera de la montaña. Los visitantes podían reconocer el yacimiento desde la distancia por los tres enormes túmulos funerarios de Bin Tepe.
En la actualidad solo se conoce parcialmente el trazado y la organización de la ciudad. Al norte/noroeste, la ciudad contaba con una amplia zona extramuros con áreas residenciales, comerciales e industriales. El asentamiento se extendía hasta el arroyo Pactolo, cerca del cual los arqueólogos han encontrado restos de instalaciones de trabajo donde se procesaban metales aluviales.

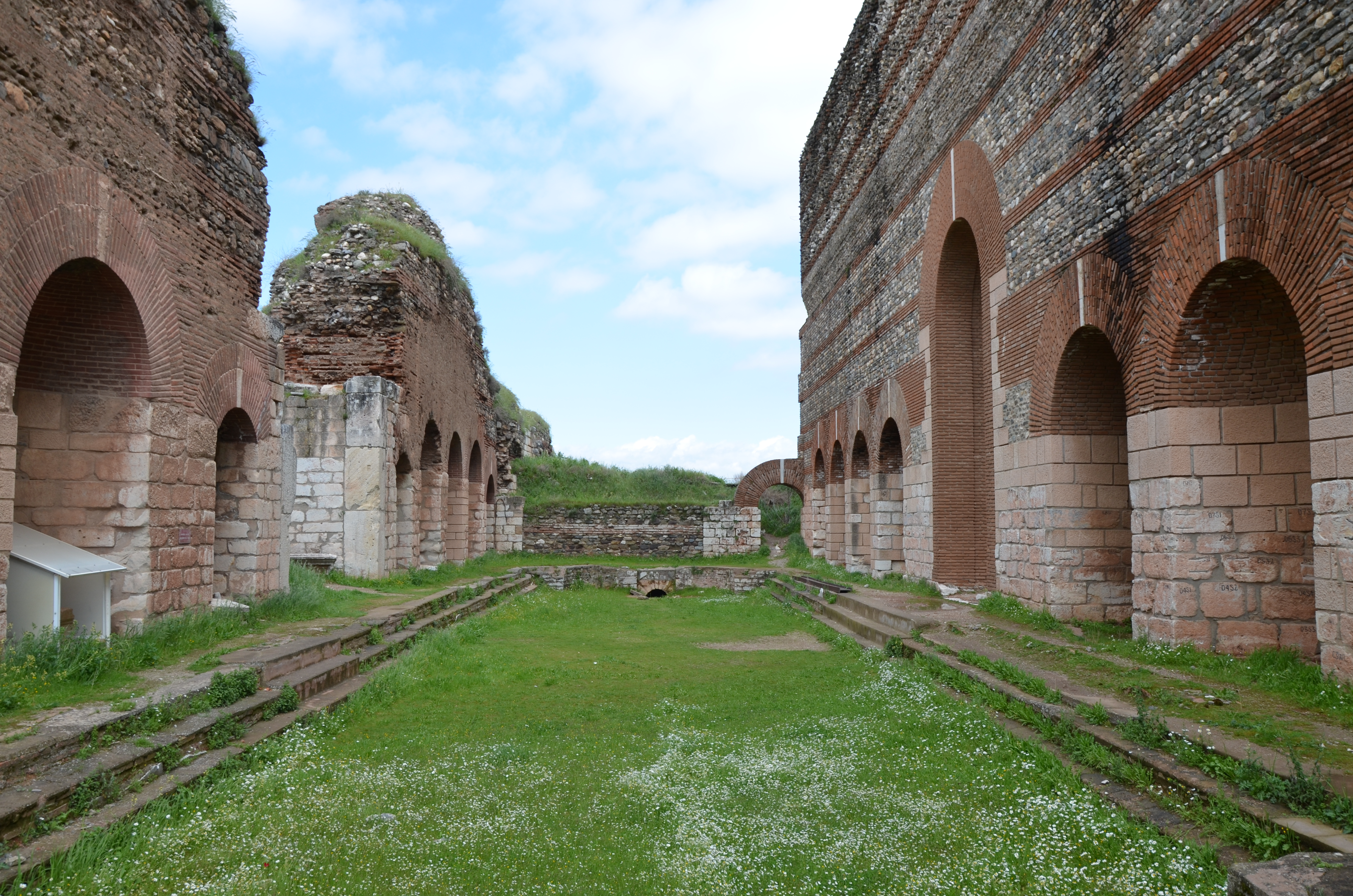
Complejo baño-gimnasio,, finales del -principios del d. C.

Las casas de varias habitaciones de los alrededores coinciden con la descripción de Heródoto de construcciones de piedra y adobe. La mayoría de las casas tenían tejados de arcilla y paja, mientras que los residentes ricos tenían tejas, similares a las de los edificios públicos. Las casas suelen tener patios identificables y zonas de preparación de alimentos, pero no se ha excavado ninguna casa completa, por lo que se pueden hacer pocas generalizaciones sobre la distribución interna de las casas de Sardes.
Del siglo VII a. C. es un barrio comercial  que permaneció en uso hasta el principio del período helenístico, con las tiendas reunidas en un complejo cerrado, parecido en su estructura a los modernos zocos de las ciudades turcas y árabes.

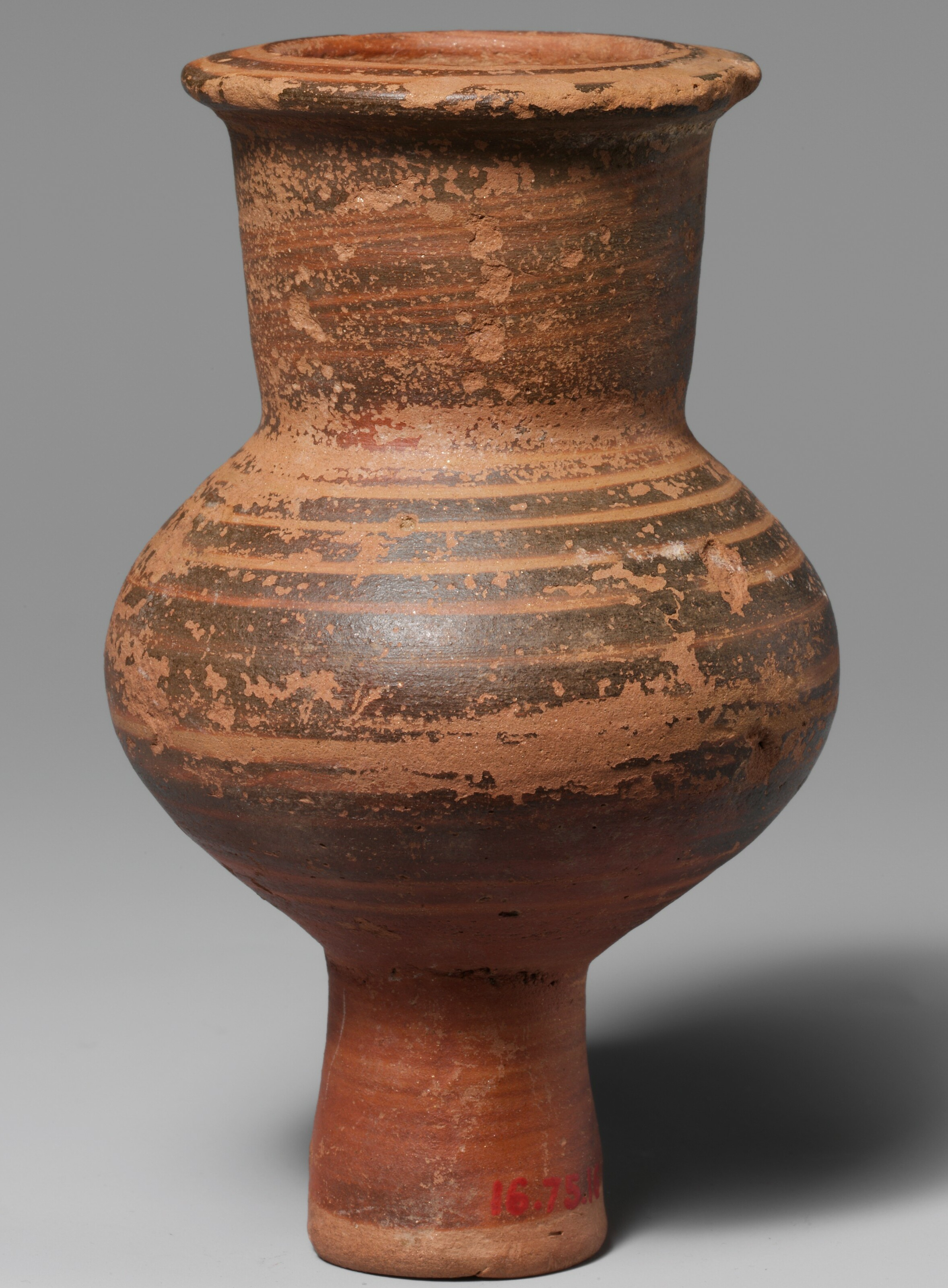
El lydion era una forma de cerámica cotidiana que se utilizaba para cosméticos.

Los restos religiosos incluyen un modesto altar que podría haber estado dedicado a Cibeles, dado un fragmento de cerámica encontrado allí con su nombre. En otro lugar del yacimiento se encontró un posible santuario de Artemisa, entre cuyos restos hay estatuas de mármol de leones. El culto vernáculo se evidencia en zonas extramuros mediante vajillas enterradas como ofrendas.
Entre los testimonios textuales sobre la época lidia de Sardes, cabe citar el de Plinio el Viejo sobre un edificio de adobe que supuestamente había sido el palacio de Creso y seguía allí en su época.
La cultura material de Sardes es en gran medida un giro distintivo de los estilos anatolio y egeo. Los artesanos de la ciudad parecían estar especializados en glíptica, incluidos sellos y joyería. Su cerámica mezclaba los estilos egeo y anatolio, además de los giros distintivos que incluían la forma lydion y las técnicas decorativas conocidas como esmalte veteado y esmalte jaspeado. Las escenas narrativas en cerámica de Sardes son raras. La cerámica griega importada da testimonio de la actitud helenófila de los lidios, comentada por escritores griegos contemporáneos. Aunque estos autores griegos quedaron a su vez impresionados por la música y los tejidos lidios, estos aspectos de la cultura lidia no son visibles en el registro arqueológico.

### Destrucción por Ciro II el Grande
Sardes fue conquistada por Ciro II el Grande en torno al año 547 a. C. Tras derrotar al rey lidio Creso en la batalla de Pteria y la batalla de Timbrea , los aqueménidas siguieron al ejército en retirada hasta Sardes y la saquearon tras un breve asedio. Los detalles de este acontecimiento se conocen en gran parte por el relato semimitificado de Heródoto, pero la destrucción es muy visible en el registro arqueológico. En palabras del arqueólogo Nicholas Cahill, «Es raro que un acontecimiento histórico importante y conocido se conserve tan vívidamente en el registro arqueológico, pero la destrucción de Ciro dejó restos claros y dramáticos por toda la ciudad».
Las fortificaciones de la ciudad ardieron en un gran incendio que se propagó a partes de las zonas residenciales colindantes. Las estructuras de madera y los objetos del interior de los edificios quedaron reducidos a carbón. Los ladrillos de las fortificaciones se derrumbaron sobre las estructuras adyacentes, impidiendo el saqueo y el salvamento y preservando así sus restos.
Se encontraron esqueletos enterrados al azar entre los escombros, incluidos los de soldados lidios que murieron violentamente. Un soldado tenía los huesos del antebrazo rotos, probablemente una "fractura de parada" que indicaba un intento fallido de contrarrestar las heridas en la cabeza que lo mataron. Una fractura de costilla parcialmente curada sugiere que aún se estaba recuperando de una herida anterior durante la batalla. En una casa destruida, los arqueólogos encontraron el esqueleto parcial de un hombre artrítico de unos cuarenta años. El esqueleto estaba tan quemado que los arqueólogos no pueden determinar si fue mutilado deliberadamente o si los huesos que faltaban fueron arrastrados por animales.
Aparecen puntas de flecha y otras armas entre los escombros de toda la ciudad, lo que sugiere una gran batalla en las calles. Los diferentes estilos sugieren la mezcla de orígenes de los dos ejércitos implicados. Se encontraron utensilios domésticos, como espetones de hierro y pequeñas hoces, mezclados con armas de guerra ordinarias, lo que sugiere que los civiles intentaron defenderse durante el saqueo.

### Período aqueménida

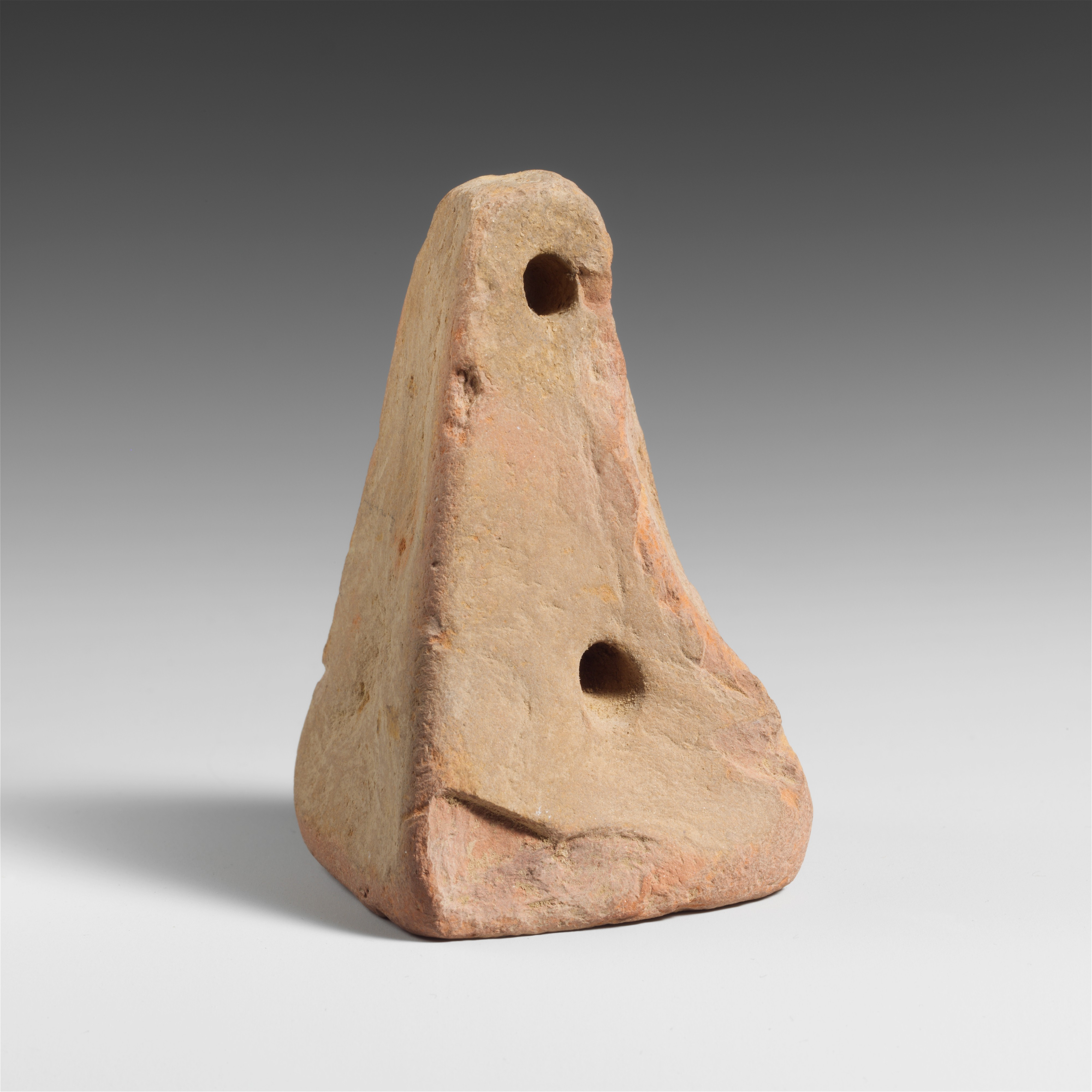
Ponderas como esta atestiguan la continuidad de la industria textil en Sardes.

Tras la destrucción Sardes fue reconstruida y continuó siendo una ciudad importante y próspera. Aunque nunca volvió a ser la capital de un estado independiente, sirvió como capital de la satrapía de Sparda y constituyó la estación final del Camino Real Persa aqueménida que comenzaba en Persépolis  y que llegaba hasta Susa, una de las capitales del Imperio aqueménida. Sardes constituía la vía de comunicación más importante desde el Egeo hacia el interior de la meseta anatolia. Sirvió como puerta de entrada al mundo griego y fue visitada por notables líderes griegos como Lisandro y Alcibíades, así como por los reyes aqueménidas Darío I y Jerjes I.
En el registro arqueológico se aprecia relativamente poco de la Sardes aqueménida. Es posible incluso que la ciudad se reconstruyera fuera de los límites de las murallas de época lidia, como demuestran autores como Heródoto, que sitúan el distrito central de época aqueménida a lo largo del torrente Pactolo. La cultura material de la ciudad fue en gran medida continuación de la época lidia, hasta el punto de que puede resultar difícil datar con precisión los artefactos basándose en el estilo.
Entre los avances más notables de este periodo se encuentran la adopción del alfabeto arameo junto con el alfabeto lidio y la forma de la cerámica de «cuenco aqueménida».
La joyería de la época muestra la hibridación cultural persa-anatolia. En particular los joyeros recurrieron a piedras semipreciosas y frita de colores debido a la prohibición persa de las joyas de oro entre la clase sacerdotal. Del mismo modo los alfileres nudosos y las fíbulas desaparecen del registro arqueológico, lo que refleja cambios en las prendas con las que se habrían utilizado.

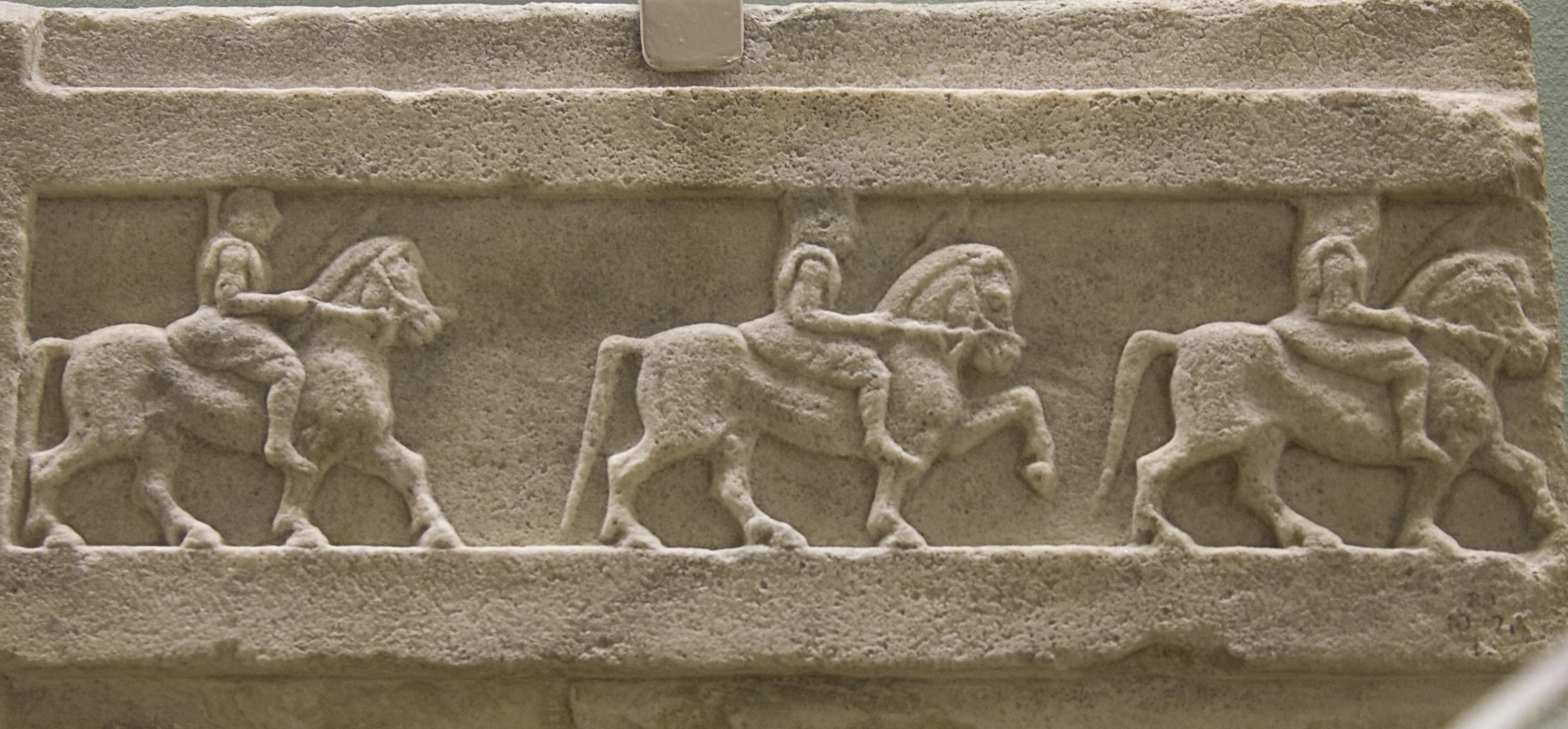
Relieve de un enterramiento de la época aqueménida en Bin Tepe

Los edificios de esta época incluyen un posible predecesor del posterior templo de Artemisa, así como un posible santuario de Zeus. La evidencia textual sugiere que la ciudad era conocida por su paradiso, así como por los huertos y parques de caza construidos por Tisafernes y Ciro el Joven. Los enterramientos de este periodo incluyen enormes túmulos con amplios ajuares funerarios.
En el 499 a. C.  fue atacada e incendiada por los atenienses  y jonios en el marco de la revuelta jónica contra el dominio persa. Se dice que la posterior destrucción de las ciudades griegas continentales fue un castigo por este ataque. Cuando Temístocles visitó posteriormente Sardes, se encontró con una estatua votiva que él había dedicado personalmente en Atenas y solicitó su devolución.

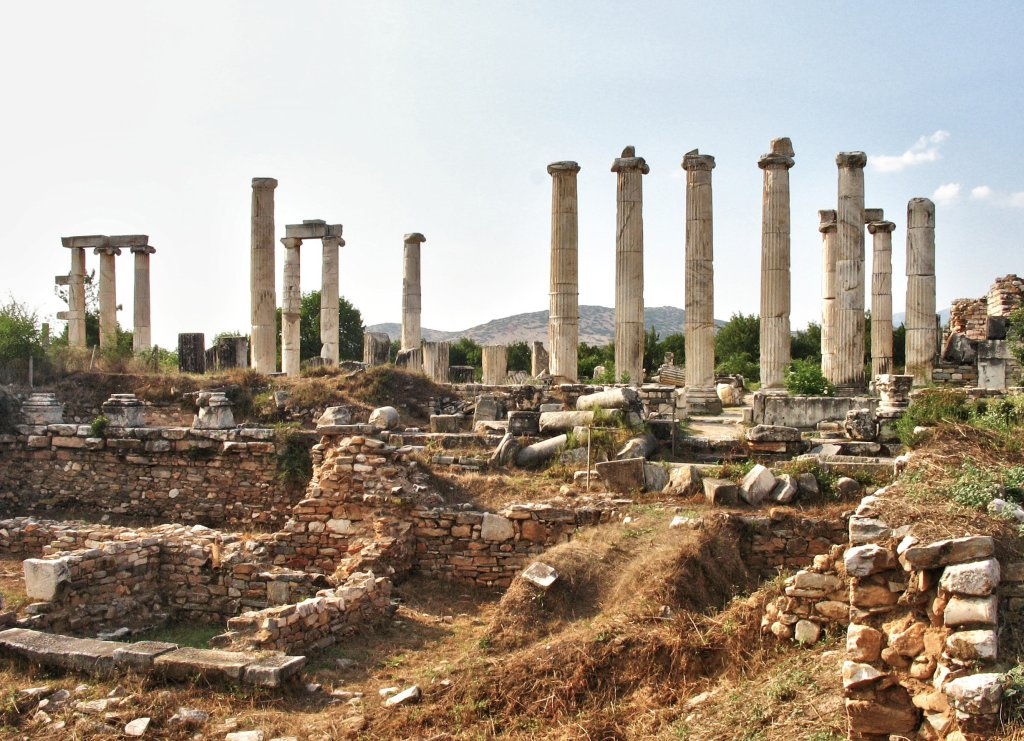
Templo de Afrodita de Sardes.
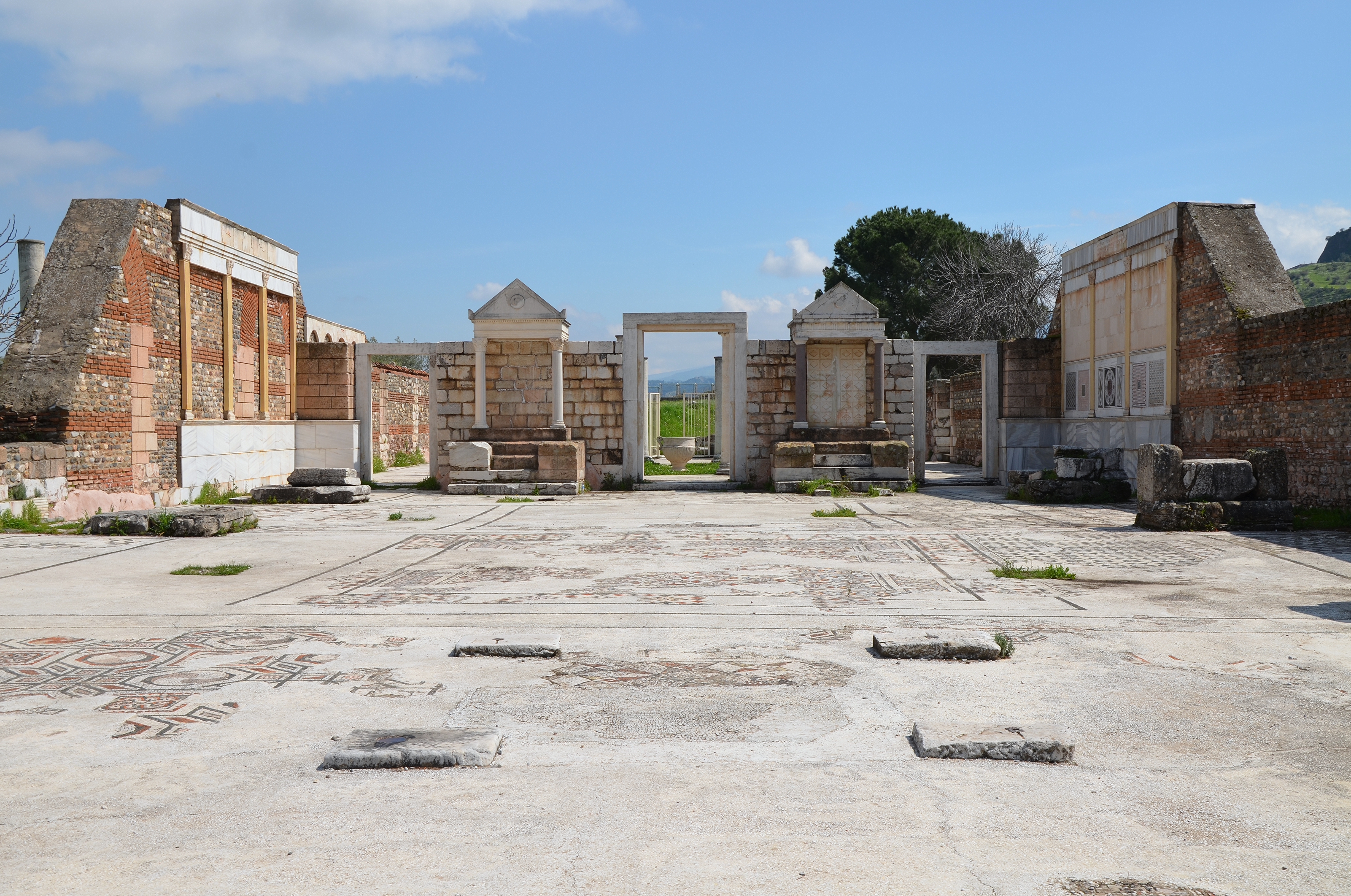
Sinagoga de Sardes.
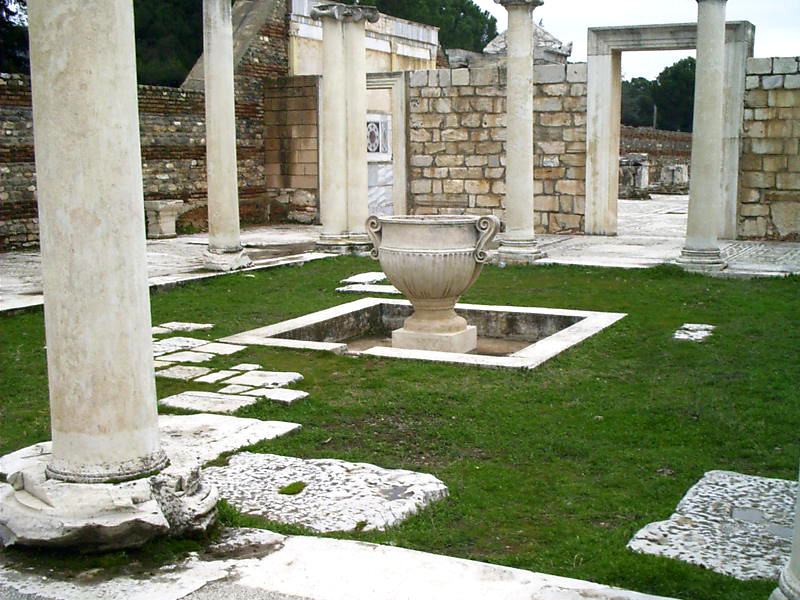
Sinagoga de Sardes.

### Sardes helenística y bizantina

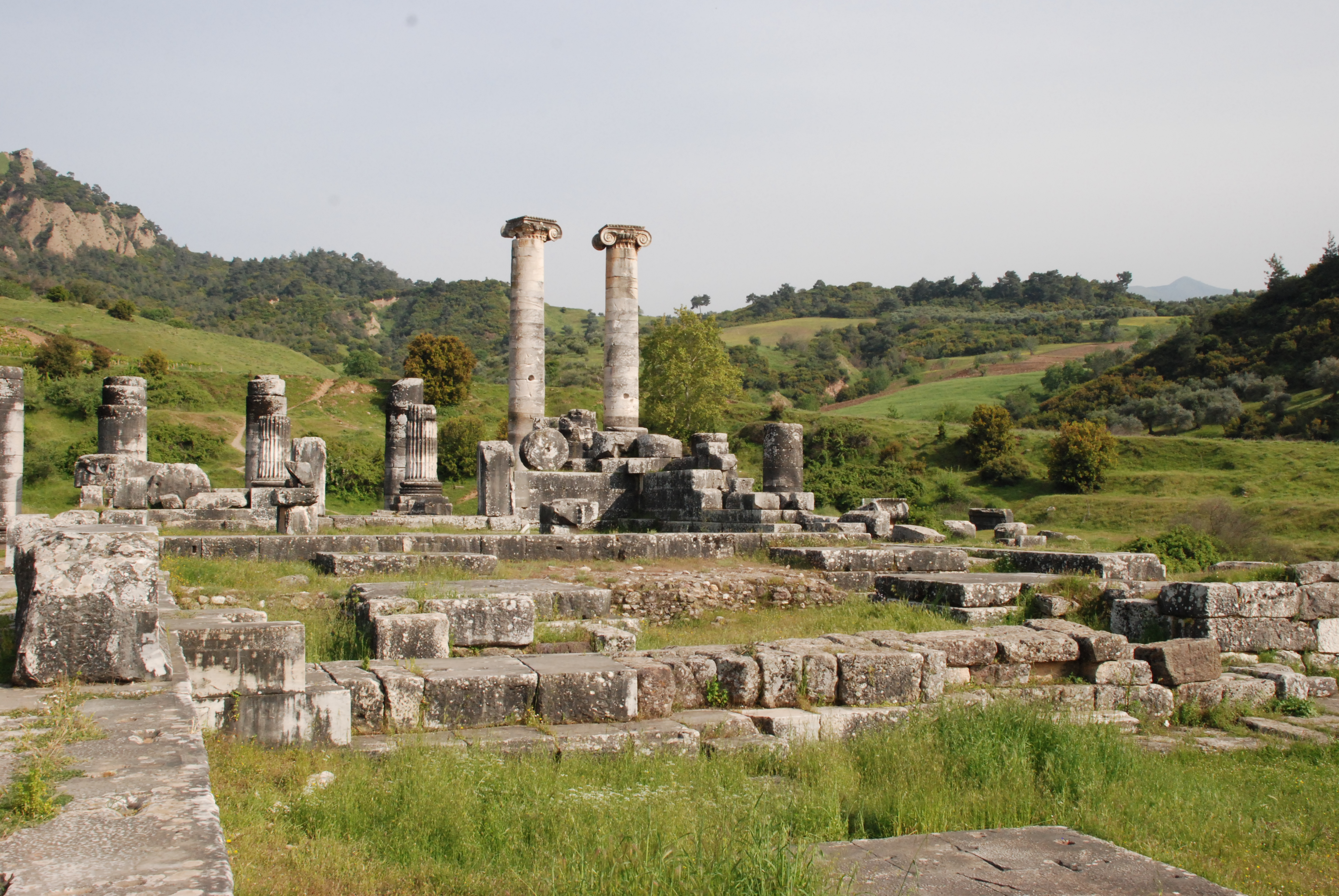
Templo de Artemisa en Sardes con la acrópolis visible al fondo.

En 334 a. C., fue conquistada por Alejandro Magno. La ciudad se rindió sin luchar, ya que el sátrapa local había muerto durante la derrota persa en Gránico. Tras tomar el poder, Alejandro restauró las costumbres y leyes lidias anteriores. Durante los dos siglos siguientes, la ciudad pasó entre gobernantes helenísticos como Antígono I Monóftalmos, Lisímaco de Tracia, los seléucidas y los atálidas. Fue asediada por Seleuco I en el 281 a. C. y por Antíoco III el Grande en el 215-213 a. C., pero ninguno de los dos logró romper las murallas de la acrópolis, considerada el lugar fortificado más fuerte del mundo. La ciudad servía a veces de residencia real, pero era gobernada por una asamblea.
En esta época la ciudad adquirió un marcado carácter griego. El idioma griego sustituye al lidio en la mayoría de las inscripciones, y se construyen importantes edificios en estilos arquitectónicos griegos para satisfacer las necesidades de las instituciones culturales griegas. Entre estos nuevos edificios se incluían un pritaneo, un gimnasio, un teatro, un hipódromo y el enorme templo de Artemisa aún visible para los visitantes modernos. Los judíos fueron asentados en Sardes por el rey helenístico Antíoco III el Grande, donde construyeron la sinagoga de Sardes y formaron una comunidad que se mantuvo durante gran parte de la Antigüedad tardía.

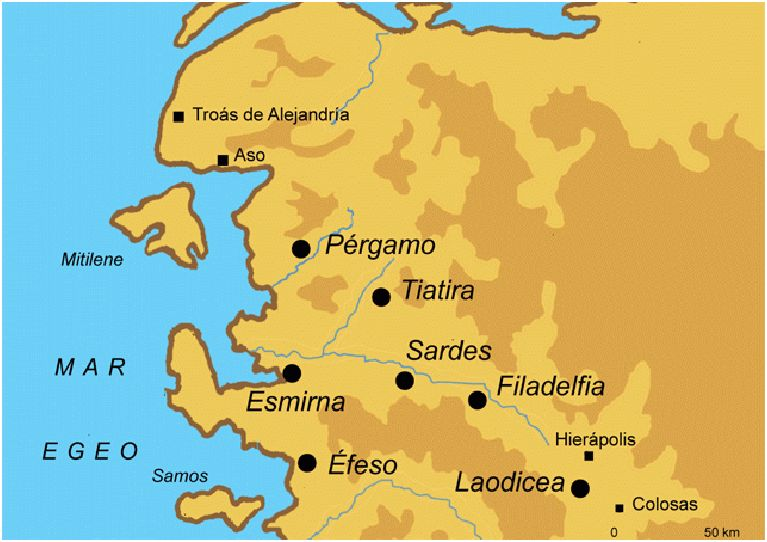
Localización de las siete Iglesias del Apocalipsis.

En el año 129 a. C. pasó a manos de los romanos, bajo los cuales continuó su prosperidad e importancia política como parte de la provincia de Asia. La ciudad recibió tres neócoros honoríficos y se le concedieron diez millones de sestercios, así como una exención temporal de impuestos para ayudarla a recuperarse tras un devastador terremoto en 17 d. C. El emperador romano Tiberio ofreció ayuda para reconstruirla.
Tenía una comunidad cristiana primitiva y se la menciona en el Nuevo Testamento como una de las siete iglesias de Asia. En el Libro del Apocalipsis, Jesús se refiere a los sardos como quienes no terminaron lo que comenzaron, y que se trataban de imagen más que de sustancia.

## Demografía
El historiador estadounidense Jack Martin Balcer estimó que en el siglo VI a. C. Sardes tenía una población de 20 000 a 50 000 personas, a las que se sumaban de 20 000 a 30 000 de los pueblos de sus alrededores. Esta población se mantuvo relativamente estable durante el dominio persa y pudo sobrepasar los 100 000 habitantes durante el Imperio romano tardío. Sin embargo, el historiador David Magie eleva esta última cifra a 200 000.

## Arqueología

### Excavaciones
En 1426 Ciriaco de Ancona identificó sus ruinas. Durante la primera mitad del siglo XVII, cuando fue descrita de nuevo por el explorador y viajero francés Jean Baptiste Tavernier, estaban en pie, coronadas por el arquitrabe, seis columnas del gran templo de Atenea. En 1824 solo había dos columnas en pie que miden 20 m de altura.
En el siglo XIX estaba en ruinas, con restos visibles principalmente de la época romana. Entre los primeros excavadores se encontraba el explorador británico George Dennis, que descubrió una enorme cabeza de mármol de Faustina la Mayor. Hallada en el recinto del templo de Artemisa, probablemente formaba parte de un par de estatuas colosales dedicadas a la pareja imperial. La cabeza, de 1,76 metros de altura, se conserva actualmente en el Museo Británico.
Las excavaciones que los arqueólogos de la Universidad de Princeton, bajo la dirección de Howard Crosby Butler, empezaron en 1910 en el templo de Artemisa, que fue completamente excavado de forma sistemática en 1912. Se interrumpieron en 1914 por la Primera Guerra Mundial y la guerra de Independencia turca, aunque se reemprendieron brevemente en 1922. Se ciñeron al templo y a las grandes necrópolis: una próxima a la ciudad en la orilla este del Pactolo, la otra a una decena de kilómetros remontando el valle del Hermo; esta última consta de un centenar de túmulos. Las excavaciones empezaron en la orilla del río Pactolo y avanzaron hacia el este, en dirección a las columnas, donde descubrieron los cimientos de un gran templo dedicado a Artemisa en el siglo IV a. C.
En 1958 George M. A. Hanfmann, profesor del Departamento de Bellas Artes de la Universidad de Harvard, y Henry Detweiler, decano de la Cornell University College of Architecture, Art, and Planning, emprendieron una nueva expedición denominada Exploración Arqueológica de Sardes. Hanfmann realizó numerosas excavaciones en la ciudad y en la región, excavando y restaurando el gran complejo romano de baños-gimnasio, la sinagoga, casas y tiendas tardorromanas, una zona industrial lidia de transformación de electro en oro puro y plata, zonas de ocupación lidias y tumbas túmulo de Bin Tepe. En consecuencia estas excavaciones permitieron esclarecer la topografía de la ciudad romana y bizantina, llegando incluso a los niveles de helenísticos, aqueménidas, lidios y de la Edad del Bronce.
La campaña arqueológica de 1968 de la Cornell University College, investigó la parte occidental  del yacimiento, donde se localizaron extensos niveles del período lidio correspondiente al final del siglo VII a. C.. Se descubrió un mercado, un complejo industrial, hogares y lugares de almacenamiento. También se recuperó mucha cerámica lidia y griega interesante, así como  una fíbula de bronce y fíbula de bronce y un utensilio de hierro. David J. Finkel encontró los restos de dos hombres, dos mujeres y un niño, muertos durante la destrucción de Sardes por los cimerios en el tercer cuarto del siglo VII a. C.
Desde 1976 hasta 2007 las excavaciones continuaron bajo la dirección de Crawford H. Greenewalt, Jr., profesor del Departamento de Clásicas de la Universidad de California en Berkeley. Desde 2008 la excavación está bajo la dirección de Nicholas Cahill, profesor de la Universidad de Wisconsin-Madison.

### Restos
El emplazamiento de la acrópolis tiene laderas casi perpendiculares de unos 457 metros de altura. Sin embargo, su composición no es de roca sólida, sino de escombros: grava firmemente comprimida que se deshace al tacto. La acrópolis era célebre en la Antigüedad por su inexpugnabilidad. Los desprendimientos han hecho desaparecer casi todas las murallas.
La ciudad romana estaba estaba al norte de la acrópolis, superponiéndose en parte a los barrios helenísticos y lidios más antiguos, a los lados de una calle muy ancha, identificada con un tramo del Camino Real. Al norte del Camino se hallan columnatas, según una tradición propia de las ciudades de Asia occidental romana. Al norte se encuentran los restos del gimnasio, con la fachada oriental de mármol del templo de Caracalla (212 d. C.). Junto a él se abre la zona al aire libre de la palestra y más allá una de las sinagogas más antiguas y lujosas conocidas que data del siglo III. Más al este, a los pies de la acrópolis, los restos de un estadio, que aprovecha la pendiente natural de la colina por el lado sur y está sostenido por el oeste por potentes estructuras abovedadas romanas.
Junto al estadio se hallan los pocos restos del teatro, con un aforo estimado de 20 000 espectadores, remodelación romana de una construcción griega del siglo III a. C.
Miles de tumbas de cámara lidias excavadas en la roca se ven en las pendientes de la colina a lo largo de las orillas del Pactolo, las de la acrópolis y las de los alrededores. Estelas pintadas jalonaban los corredores de entrada y las cámaras sepulcrales, de forma rectangular, contenían sarcófagos pintados de terracota. Las tumbas se cerraban con losas de piedra.

### Templo de Artemisa

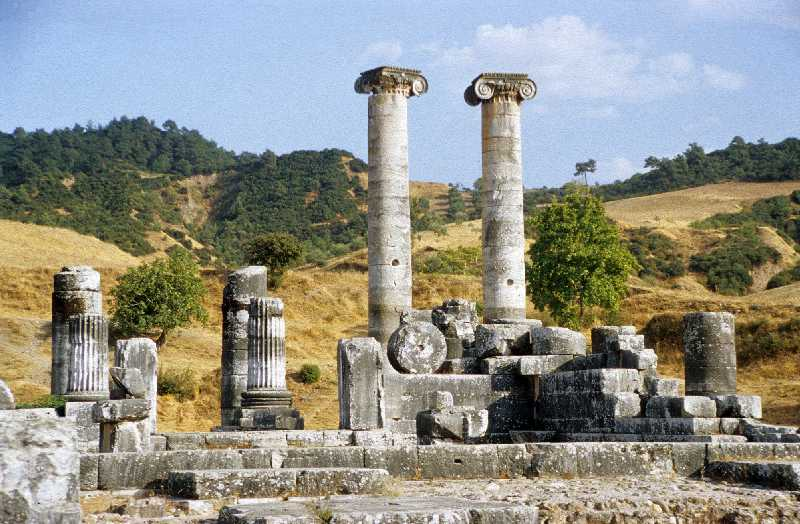
Restos del templo de Artemisa en Sardis, columnas de la fachada este desde el interior del templo.

Es un templo jónico de origen helenístico y posteriormente romano. Se levantó al oeste de la acrópolis, fuera y lejos de la ciudad, en la orilla derecha del Pactolo.
Se construyó hacia el 300 a. C., donde probablemente los lidios adoraron en un altar a su diosa Cibeles. Situado en el extremo oeste del templo, se construyó con bloques de piedra caliza. Se ignora la fecha de su construcción. Fue el cuarto templo griego más largo de la Antigüedad.
Tenía ocho columnas en la fachada y 20 a los lados, cada una de casi 20 m de altura. Medía en el estilóbato 45,73 x 99,16 m.
En la actualidad quedan en pie dos columnas en toda su altura y trece más en parte.

#### Fases constructivas

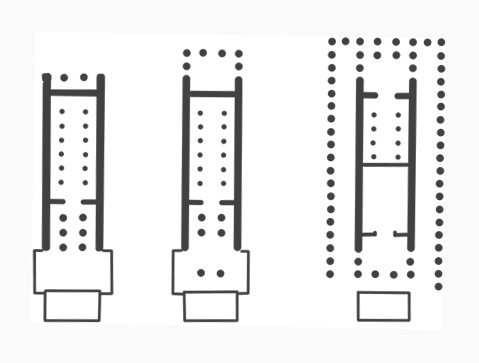
Esquema planimétrico de las tres fases del templo.

##### Primera fase
En la primera fase se construyó solo el naos. Un atrio con dos filas de tres columnas lo precedían.
Sus tres naves estaban divididas por dos filas de columnas, con una gran base en el centro que sustentaba la estatua de Artemisa-Cibeles. Después estaba el opistodomos, con dos columnas.

##### Segunda fase
Data, por los capiteles, del segundo cuarto del siglo II a. C.; se comenzó a levantar la perístasis, construyéndose los cimientos, pero solo se levantaron las columnas del lado este.
La dos columnas del opistodomos y las dos primeras del atrio se corrieron hacia delante. Pronaos y opistodomos adoptaron así una forma simétrica, delimitando cada uno una gran sala-atrio de 18,30 x 13,70 m.

##### Tercera fase
Se completó la columnata de la perístasis, a excepción del lado este. El gran naos se dividió en dos partes de igual anchura mediante un muro.
El templo fue dedicado a un doble culto, creándose de esta manera dos templos simétricos de tipo próstilo oriental en sentidos opuestos, oeste y este. Parece que en el naos oriental siguió el culto antiguo; en el otro se ubicó la colosal estatua de  Faustina la Mayor, la esposa del divinizada de Antonino Pío.